# 閃長岩
闪长岩（Diorite）是中性深成岩的典型代表岩石，全晶质，粗粒状结构，二氧化硅的含量比基性岩已经显著的增高，达到53%-62%，三氧化二铝的含量增高达到16%-17%。
主要是由中性斜长石、普通角闪石组成，有时也含有少量的辉石、黑云母、石英和正长石，深灰色或浅绿色，是一种硅酸饱和或过饱和的岩石。
石英含量达5-20%的，称石英闪长岩，黑云母或辉石较多的，称黑云母闪长岩或辉石闪长岩。向酸性过渡为石英闪长岩和花岗闪长岩，向基性过渡则成为辉长闪长岩。
分布很广，但较少成独立的岩体，一般常和花岗岩体或辉长岩体相伴生，与其有关的矿产有铁矿和铜矿。
伴生的矿物有磷灰石、磁铁矿、钛铁矿等。

## 参看
- 岩石列表